# Alexandre Petrovitch Maksoutov
Le prince Alexandre Petrovitch Maksoutov (en russe : Александр Петрович Максутов ; 1832-1854) est un militaire russe décédé au cours de la Guerre de Crimée.

## Famille
Alexandre Petrovitch Maksoutov est le fils de Piotr Ivanovitch Maksoutov et le frère des princes et kontr-admiral Pavel Petrovitch Maksoutov et Dmitri Petrovitch Maksoutov.

## Biographie
Les trois frères prirent part à la Guerre de Crimée (1853-1856). À bord du bâtiment de guerre Paris appartenant à la flotte de la mer Noire, Pavel Petrovitch Maksoutov participa à la bataille de Sinop. Avec son frère Dmitri Petrovitch Maksoutov, Alexandre fut affecté à Petropavlovsk. Les deux frères participèrent au siège de Petropavlovsk, Dimitri commanda la célèbre batterie de canons no 2 et Alexandre fut placé à la tête de la batterie de canons no 3. Il mourut pendant ce conflit et reçut à titre posthume l'Ordre de Saint-Georges (quatrième classe). 

## Distinction
- 1856 Ordre de Saint-Georges (quatrième classe)